# カザン (原子力潜水艦)
K-561 カザン (Kazan, Казань) はロシア海軍のヤーセン型原子力潜水艦の二番艦である。一番艦セヴェロドヴィンスクからは実に16年もの間隔が空いており、相応の改設計が行われている。

## 艦歴
本艦の開発プロジェクトはサンクトペテルブルクのマラヒート設計局で進められ、ロシア海軍は一番艦セヴェロドヴィンスクと比較して改良が図られたと判断した。変更点は多岐に渡り、ヤーセン-M型 (ロシア語: Ясень-М) とされた。セヴェロドヴィンスクと比較すると、VLSは2基増の10基となり、逆に魚雷発射管は2基減の8基となった。2016年進水、2017年竣工予定で建造が進められていたが、進水式は2017年3月31日に実施された。公開された写真からは、米国のバージニア級原子力潜水艦のようなポンプジェット推進機ではなく従来のプロペラを採用しているものと推測される。
2016年3月には、カザンの最初の乗組員が編成されたと報じられた。
2016年8月23日、セヴマシュはカザンを2018年にロシア海軍に引き渡す予定であると発表した。
カザンは2017年3月31日に進水し、就役に向けて海上公試中を行った。
2021年5月7日、就役。就役式にはロシア海軍のニコライ・エフメノフ総司令官が出席し、「マラヒート設計局によって開発された攻撃/巡航ミサイル原子力潜水艦カザンは、世界中の海で任務を遂行でき、効果的な攻撃兵器と電子装備を備えている」と述べた。配備先は、ザーパドナヤ・リッツァ海軍基地に所在する北方艦隊第11潜水艦師団である。
2024年6月、フリゲート艦アドミラル・ゴルシコフなどとともにキューバのハバナに寄港した。キューバ外務省は、核兵器の搭載はなく、地域に脅威を及ぼすような寄港ではないと発表した。

## 大衆文化において
カザンはジョン・シェトラーの小説「キーロフ」シリーズで大きな位置を占めている。第1期の最後では千島列島で米海軍部隊と戦闘を繰り広げた後、反乱を起こしたカルポフ艦長が座乗する重巡洋艦キーロフを撃沈する。